# Reccopolis

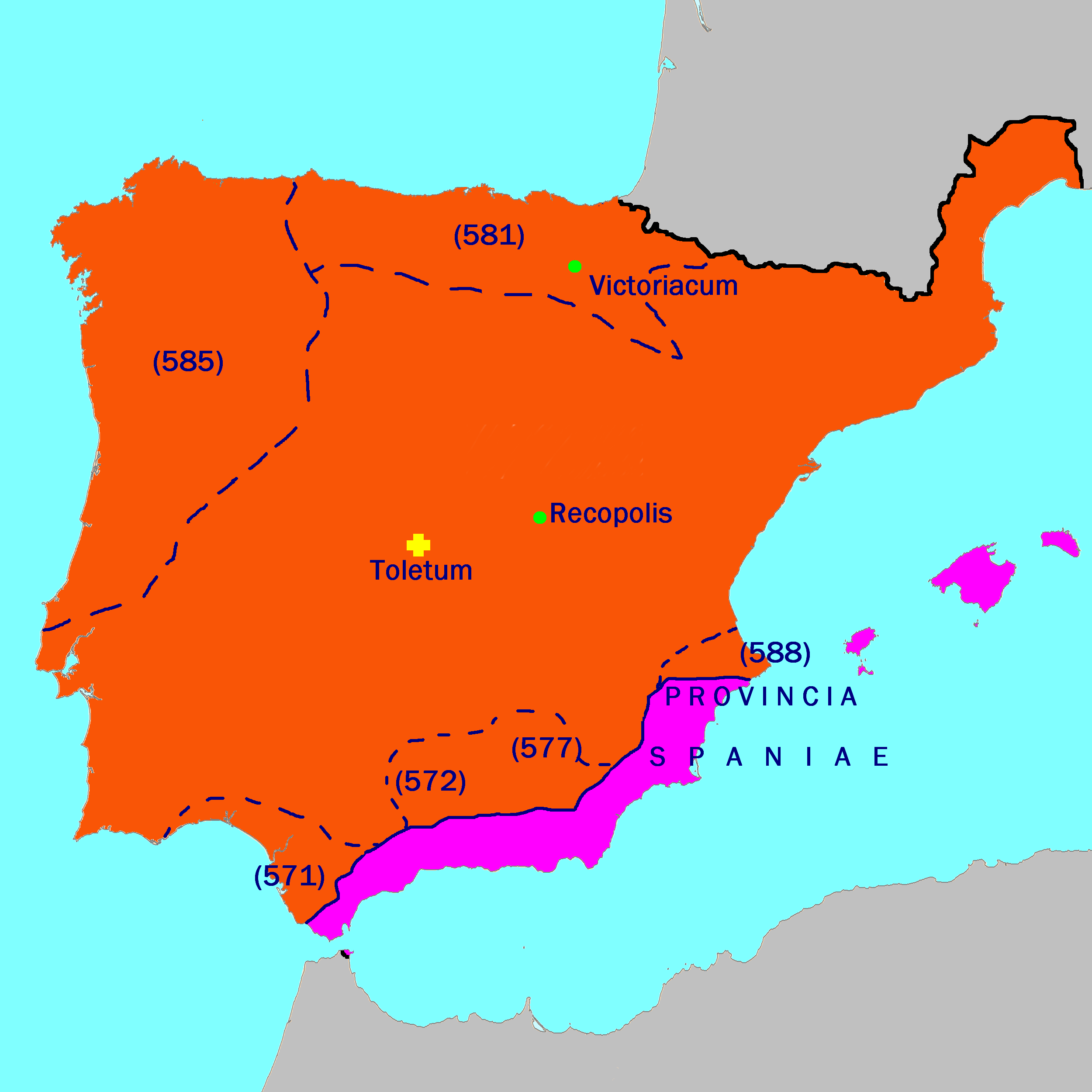
LHispania nel 586

Reccopolis (spagnolo: Recópolis), situata nei pressi della piccola odierna città di Zorita de los Canes in provincia di Guadalajara, Castiglia-La Mancia (Spagna), fu una delle almeno quattro piccole città fondate in Hispania dai Visigoti.

## Storia
Reccopolis venne fondata nel 578 dal re visigoto Leovigildo e chiamata così in onore del figlio Recaredo I, al fine di essere usata come sede di Recaredo stesso, nella provincia di Celtiberia, ad est della Carpetania, dove si trovava la principale capitale visigota, Toledo. In questa città, nell'VIII secolo, i visigoti si sottomisero ai musulmani in cambio della loro protezione. I Mori non distrussero la città, chiamandola Madinät Raqquba, nonostante riciclassero il materiale da costruzione per erigere una fortezza su una collina accanto alla città. La città subì un declino ed il sito venne incendiato, saccheggiato, razziato ed infine abbandonato nel X secolo. Le sue "vaste rovine" a Cerro de la Olíva rimasero dimenticate fino al XII secolo. Il suo nucleo urbano, con paralleli bizantini, è centrato su un palazzo con funzioni reali ed amministrative, connesso ad una cappella palatina.

## Struttura della città
Gli scavi archeologici svolti a Reccopolis hanno portato alla luce tracce delle mura cittadine costruite con torri ogni trenta metri, un acquedotto, quartieri residenziali e commerciali che occupano trenta ettari, mercati ed una zecca. Sulla parete occidentale si trova una sola porta d'entrata. All'interno una seconda porta permette l'accesso alla "città alta" comprendente il palazzo e la cappella, mentre la "città bassa" conteneva le case dei normali cittadini, quartieri commerciali e caserme.

### Il palazzo
Il palazzo era strutturato su due piani. Al piano inferiore si trovava una singola stanza (forse un granaio) con una base di colonne che sostenevano il piano superiore che, giudicando dai resti del pavimento, era probabilmente il piano nobile. Il soffitto era fatto a mosaico, come si usava in tempi romani. La cappella del palazzo, sostituita in seguito dalla Nuestra Señora de Recatel in stile romanico, rappresenta forse l'ultima chiesa ariana. Era costruita come una basilica, con una navata centrale separata con mura dalle laterali, che permettevano l'accesso al transetto, ma non permettevano il passaggio diretto nella navata centrale; l'abside semicircolare appariva rettangolare vista dall'esterno. Ad un profondo nartece si accedeva tramite una sola entrata centrale. Nella basilica venne scoperto un nascondiglio di monete, che permettono di datare la costruzione a prima del 580-83. Le monete permettono anche di dimostrare un certo livello culturale, con pezzi d'oro della serie merovingia, monete sueve provenienti dal regno di Galizia ed alcune raffiguranti Giustiniano II Rinotmeto, oltre ovviamente a monete della stessa Hispania visigota. A Reccopolis esisteva anche una zecca, le cui monete sono state datate al regno di Witiza del primo VIII secolo.

## Parco archeologico
Il sito cittadino, di cui solo una parte è stata scavata, è protetto dal progetto Parque Arqueológico Recópolis. Nel 2007 il Museo Arqueológico Regional Alcala de Henares ha organizzato una mostra intitolata "Recópolis: un paseo por la ciudad Visigoda".